# خوب، بد و مرده
خوب، بد و مرده (به انگلیسی: The Good, the Bad, and the Dead) یک فیلم سینمایی  اکشن جنایی آمریکایی محصول سال ۲۰۱۵ به کارگردانی تیموتی وودوارد جونیور با بازی‌ جانی مسنر، دولف لاندگرن، استفانیا اسپامپیناتو و دنی ترخو است. داستان این فیلم درباره برایان بارنز، مردی که در وسط بیابان بیدار می‌شود و به یاد نمی‌آورد که چه کسی است. بارنز توسط هشت فرد مرده، ۳ میلیون دلار پول نقد و یک وانت پر از کوکائین، محاصره شده و توسط یک کلانتر فاسد و یک مأمور مکزیکی تعقیب می‌شود.